# Abies fabri minensis
Abies fabri minensis (Bordères & Gaussen) Rushforth, 1986, è una sottospecie di A. fabri appartenente alla famiglia delle Pinaceae, endemica del Sichuan occidentale, dalla Contea di Songpan alla zona ad ovest della città di Chengdu, in Cina.

## Etimologia
Il nome generico Abies, utilizzato già dai latini, potrebbe, secondo un'interpretazione etimologica, derivare dalla parola greca ἄβιος = longevo. Il nome specifico fabri fu assegnato in onore di Ernst Faber, missionario tedesco nella Cina del XIX secolo e collezionista di specie botaniche, tra le quali A. fabri. L'epiteto minensis fa riferimento ai Monti Min, catena montuosa della Cina centrale dove si rinviene questa sottospecie.

## Descrizione
Questa sottospecie differisce da A. fabri per i germogli, giallastri e glabri, privi di pubescenza, e per gli aghi leggermente più lunghi (3-4 cm).

## Distribuzione e habitat
Cresce in alta montagna a quote comprese tra 2500 e 3600 m, formando foreste pure o miste in associazione con altre conifere, principalmente dei generi Picea e Tsuga, e con caducifoglie dei generi Acer e Betula.

## Tassonomia
Descritto per la prima volta nel 1947 da Bord. et Gauss., con il rango di specie (A. minensis), questo taxon venne ridotto a sottospecie nel 1986 da Rushforth, e poi a varietà da Silba nel 1990. Prevale attualmente la classificazione come sottospecie, anche se da alcuni è considerata un sinonimo di A. fargesii var. faxoniana.

## Usi
Localmente il suo legno è utilizzato in edilizia, in maniera ridotta rispetto al passato a causa delle leggi conservative adottate dal governo cinese.

## Conservazione
Questa sottospecie è stata sottoposta nel passato ad uno sfruttamento eccessivo che ha provocato una riduzione stimata di circa il 30 % della popolazione in 100 anni; attualmente, dopo le leggi conservative che vietano la deforestazione, il rischio maggiore è costituito dalle piogge acide e dagli occasionali incendi boschivi. Per questi motivi viene classificata come specie vulnerabile nella Lista rossa IUCN.